# Israel Aerospace Industries
Israel Aerospace Industries (hebr. התעשייה האווירית לישראל, Ha-Ta’asija ha-Awirit le-Jisra’el) – izraelski producent samolotów wojskowych oraz cywilnych, uzbrojenia lotniczego, morskiego oraz wojsk lądowych, awioniki, systemów rozpoznawczych i technologii wykorzystywanej w budowie satelitów. Pionier w budowie i projektowaniu oraz jeden z największych na świecie producentów bezzałogowych aparatów latających.

## Historia

### Lotnictwo
Początki firmy sięgają 1952 roku, wówczas to na prośbę pierwszego premiera Izraela Dawida Ben Guriona, do Izraela przyjechał Al Schwimmer, amerykański przedsiębiorca, inżynier lotniczy i pilot żydowskiego pochodzenia. Jego doświadczenie w branży lotniczej oraz wcześniejsze kontakty z Izraelem, w czasie wojny o niepodległość dostarczył do kraju kilkanaście samolotów różnych typów, wspierając tym samym żydowski wysiłek wojenny, skłoniły Ben Guriona do powierzenia Schwimmerowi organizacji Państwowych Lotniczych Warsztatów Remontowych (ang. Government Aircraft Overhaul Depot, hebr. Bedek Matusim - znanym również jako Bedek Aviation Company). Przy wsparciu ówczesnego Ministra Obrony Szimona Peresa, firma została założona w październiku 1953 roku. Jej siedzibą zostało lotnisko w miejscowości Lod. Od początku swojego istnienia głównym zadaniem wytwórni było wspieranie Sił Obronnych Izraela. Przez pierwszy okres swojej działalności warsztaty zajmowały się naprawami i przeglądami okresowymi maszyn należących do izraelskiego lotnictwa wojskowego oraz cywilnego. Jakość prac została doceniona przez amerykańską Federal Aviation Administration, która w ciągu dwóch pierwszych lat działalności certyfikowała warsztaty jako zagraniczny ośrodek zajmujący się przeglądami okresowymi, naprawami i remontami. W 1957 roku uruchomiono licencyjną produkcję brytyjskich szybowców szkolnych Slingsby T.30 Prefect i Slingsby T.31 Tandem Tutor. W następnej dekadzie już samodzielnie firma budowała na podstawie licencji szkolny samolot Fouga CM.170 Magister (oznaczenie izraelskie IAI Snunit/Cukit). W czerwcu 1960 roku ukończono pierwszego CM.170, którego 7 lipca tego samego roku, podczas specjalnej uroczystości przekazano Siłom Powietrznym Izraela. Pierwszy tuzin maszyn został zmontowany jeszcze z części dostarczonych z Francji ale już w 1961 roku, kolejne maszyny produkowane były w oparciu o podzespoły wyprodukowane na miejscu w Izraelu. Do końca 1964 roku wybudowano 50 maszyn. 1 czerwca 1960 roku, na bazie Bedek Aviation Company oficjalnie utworzono Israel Aerospace Industries. Pod koniec lat 60. wyprodukowano pierwszy, całkowicie rodzimej produkcji wielozadaniowy samolot krótkiego startu i lądowania (STOL) IAI Arawa. Kolejną maszyną był cywilny samolot dyspozycyjny IAI Westwind będący zmodyfikowaną wersją amerykańskiej maszyny Aero Commander 1121 Jet Commander. Na bazie Westwinda powstał morski samolot patrolowy IAI Sea Scan. We wrześniu 1969 roku po raz pierwszy w powietrze wzbił się IAI Nesher będący zmodyfikowaną wersją francuskiego samolotu Mirage 5. Po wojnie sześciodniowej Francja nałożyła embargo na dostawy maszyn do Izraela, zdecydowano zatem, że samolot będzie produkowany bez francuskiej licencji. Dzięki działaniu tajnych służb IAI wszedł w posiadanie niemalże kompletnej dokumentacji technicznej samolotu Mirage. 
Dużym echem w świecie odbiła się akcja Mosadu w Szwajcarii, dzięki której Izrael wszedł w posiadanie pełnej dokumentacji technicznej silników lotniczych Atar 09 A, w które wyposażone były Mirage’e. Również w 1969 roku rozpoczęto prace nad kolejnym samolotem myśliwskim, które zaowocowały wybudowaniem maszyny IAI Kfir. W 1980 roku IAI brał udział w projektowaniu myśliwca mającego wprowadzić zupełnie nową jakość w siłach powietrznych, IAI Lawi. Niestety problemy z finansowaniem projektu, naciski ze strony Stanów Zjednoczonych, dla których Lawi mógł być konkurentem dla samolotów F-16 Fighting Falcon zakończyły cały program na etapie wybudowania dwóch prototypów. IAI bierze udział również w modernizacji istniejących już konstrukcji wojskowych, jedną z nich był projekt MiG-21-2000 Lancer, gdzie we współpracy z firmą Elbit, IAI zaproponował pakiet modernizacyjny rumuńskich MiG-ów. Na bazie cywilnego samolotu Gulfstream G550, IAI we współpracy z ELTA Systems LTD zaprojektował i wybudował samolot wczesnego ostrzegania IAI EL/M-2075 Phalcon. Poza produkcją ściśle wojskową IAI bierze również udział w projektach cywilnych, modyfikowaniu samolotów pasażerskich do wersji cargo. Najnowszym programem jest projekt budowy nowego samolotu dyspozycyjnego Avocet ProJet.

### Bezzałogowe aparaty latające
Na początku lat 70. powstał pierwszy UAV IAI Scout był on razem z innym podobnym aparatem Mastiff zaprojektowanym w firmie Tadiran Electronic Industries (włączonej później do koncernu IAI) pierwszym tego typu samolotem na uzbrojeniu Izraela. Konsekwentne rozwijanie i udoskonalanie produkowanych UAVów zaowocowało wyprodukowaniem kolejnych maszyn IAI Searcher, IAI Heron i IAI Harpy, ta ostatnia posiada bojową głowicę przeznaczoną do niszczenia wykrytych stanowisk radarów (amunicja krążąca). Rozwinięciem Harpy jest kolejny uzbrojony UAV IAI Harop. Bezpilotowce IAI wykorzystywane są w wielu armiach świata, doświadczenie firmy zostało docenione i wykorzystane przy projektowaniu i budowie szwajcarskiego samolotu bezzałogowego ADS 95 Ranger oraz amerykańskich bezpilotowców RQ-2 Pioneer i RQ-5 Hunter. II wojna libańska, która miała miejsce w 2006 roku przyczyniła się do położenia nacisku na rozwój małych aparatów bezpilotowych rodziny IAI I-view, które mogą być używane na szczeblu poniżej brygady.

### Uzbrojenie
We współpracy z Rafael Advanced Defense Systems IAI bierze udział w rozwoju pocisków powietrze-powietrze Python 5. Pociski przeciwokrętowe Gabriel. Od 1992 roku IAI opracowuje i modernizuje przeciwczołgowe pociski LAHAT (Laser Homing Attack/Laser Homing Anti-Tank). Odpowiedzialny jest również za projekt nowego pocisku dalekiego zasięgu klasy powietrze-ziemie, ziemia-ziemia naprowadzanego laserowo, Nimrod. IAI jest producentem radaru EL/M-2080 wykorzystywanego w systemie antyrakietowym Chetz-2.

### Astronautyka
IAI brał udział w projektowaniu i budowie izraelskich satelitów szpiegowskich Ofeq oraz rakiety nośnej Shavit, która wyniosła satelity na orbitę. Poza satelitami Ofeq IAI zbudował również satelitę TecSAR (znanego również jako TechSAR lub Polaris). Jest to nowy satelita szpiegowski, wyniesiony na orbitę okołoziemską 21 stycznia 2008 roku, który ELTA Systems LTD wyposażył w radar z syntetyczną aperturą. IAI zbudował również satelity wykorzystywane w cywilnych przedsięwzięciach serię dwóch satelitów Eros, służących do obserwacji Ziemi oraz satelitów telekomunikacyjnych Amos.

## Marynarka
w 2014 IAI zaprezentowała Katanę, bezzałogową i wysoce autonomiczną łódź bojową

## Galeria

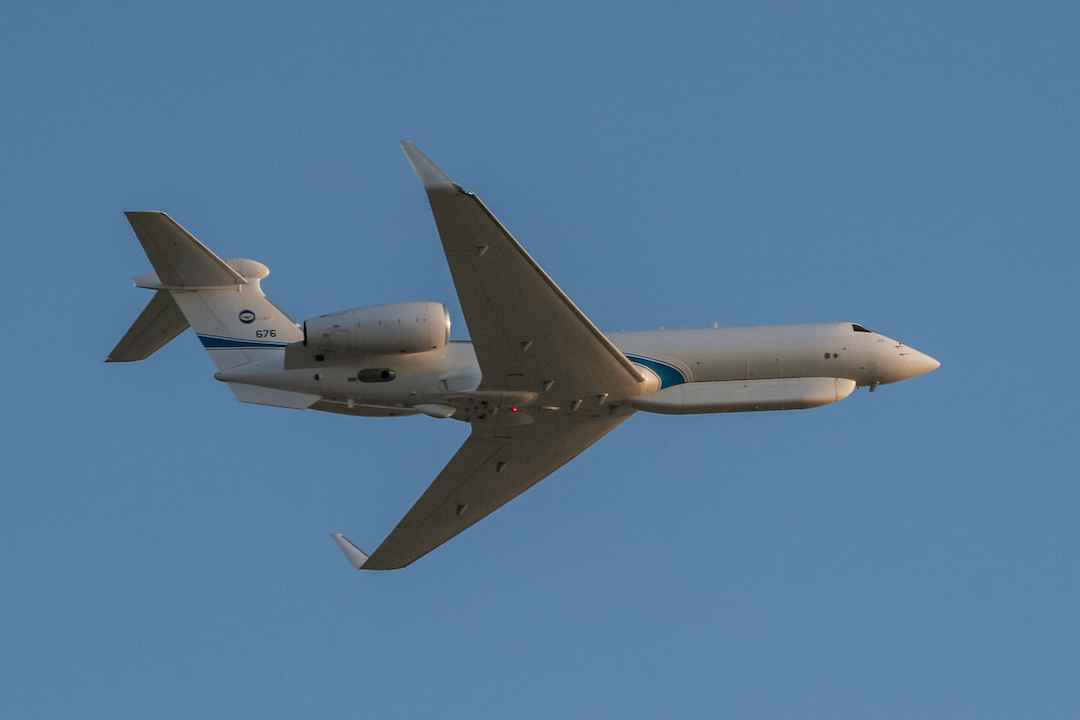
EL/M-2075 Phalcon
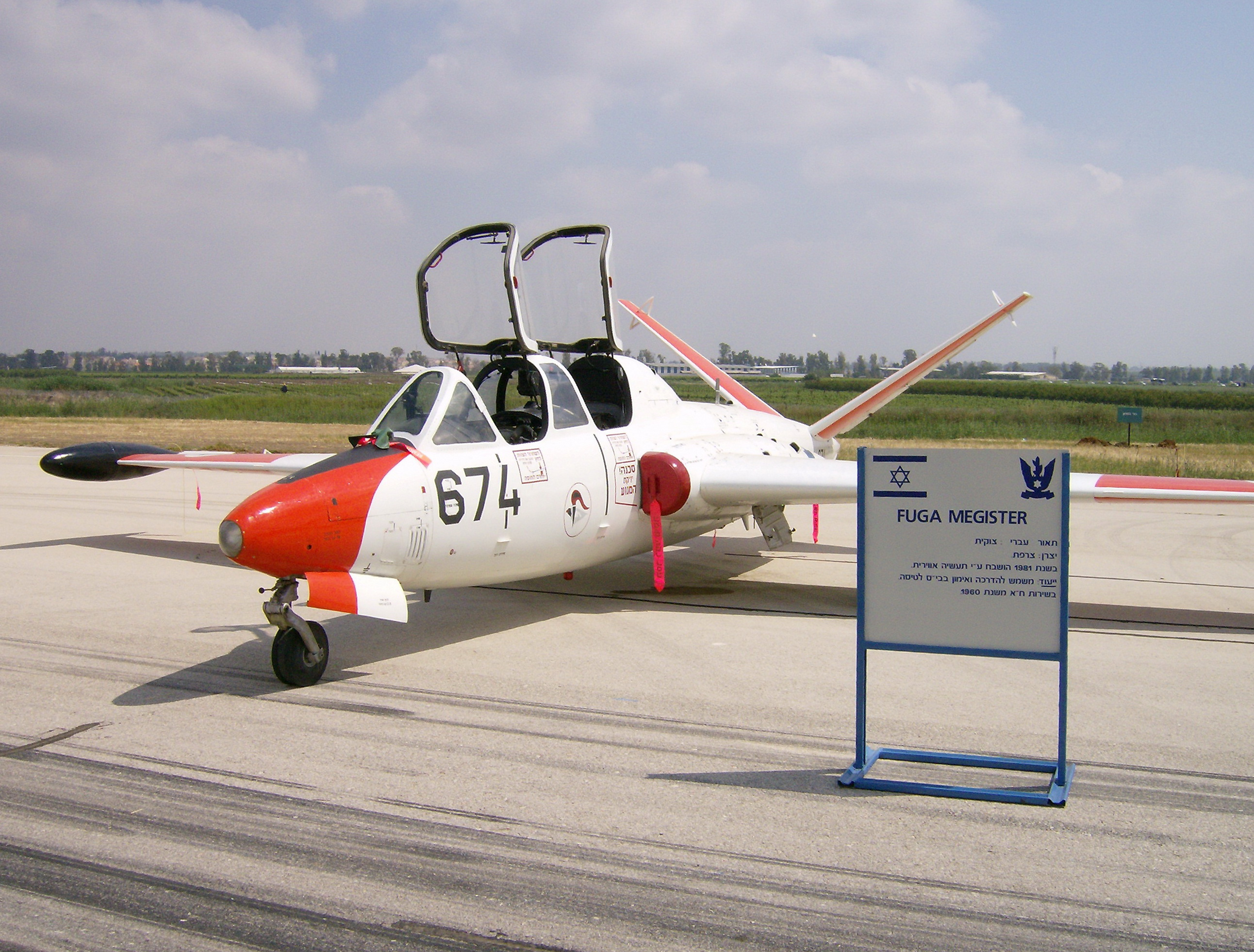
Izraelski Fuga Megister
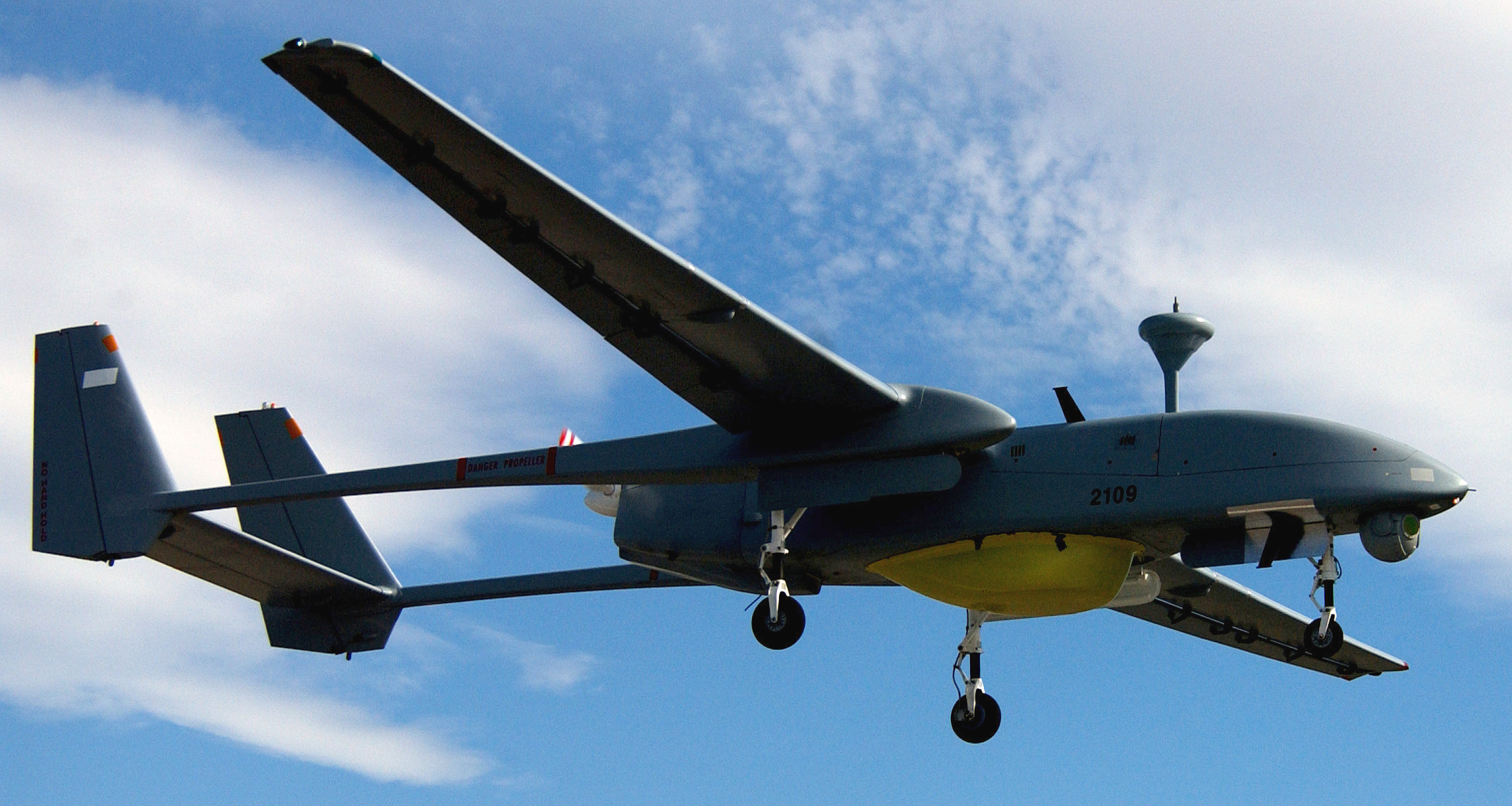
BSP Heron
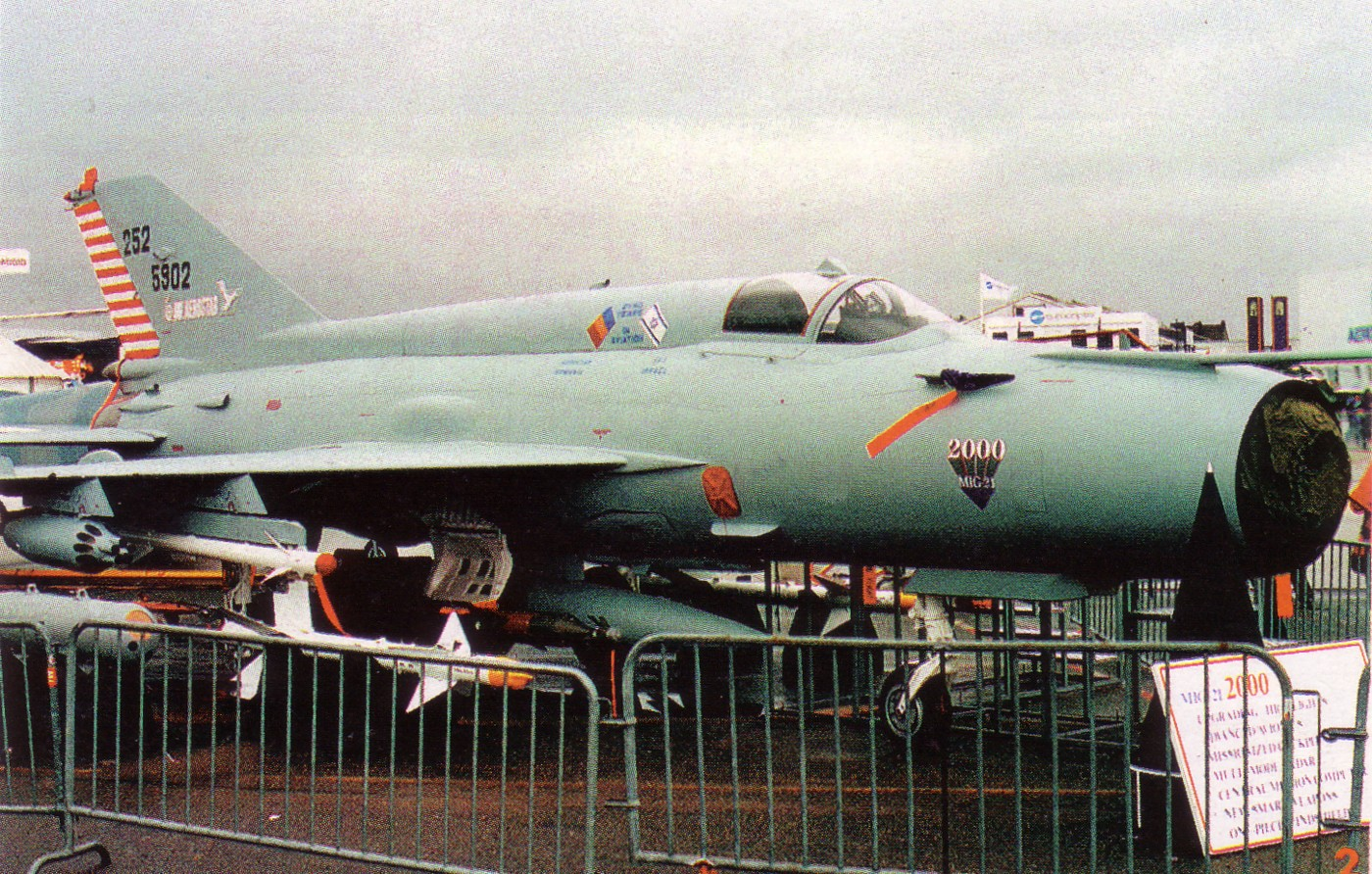
MiG-21 2000
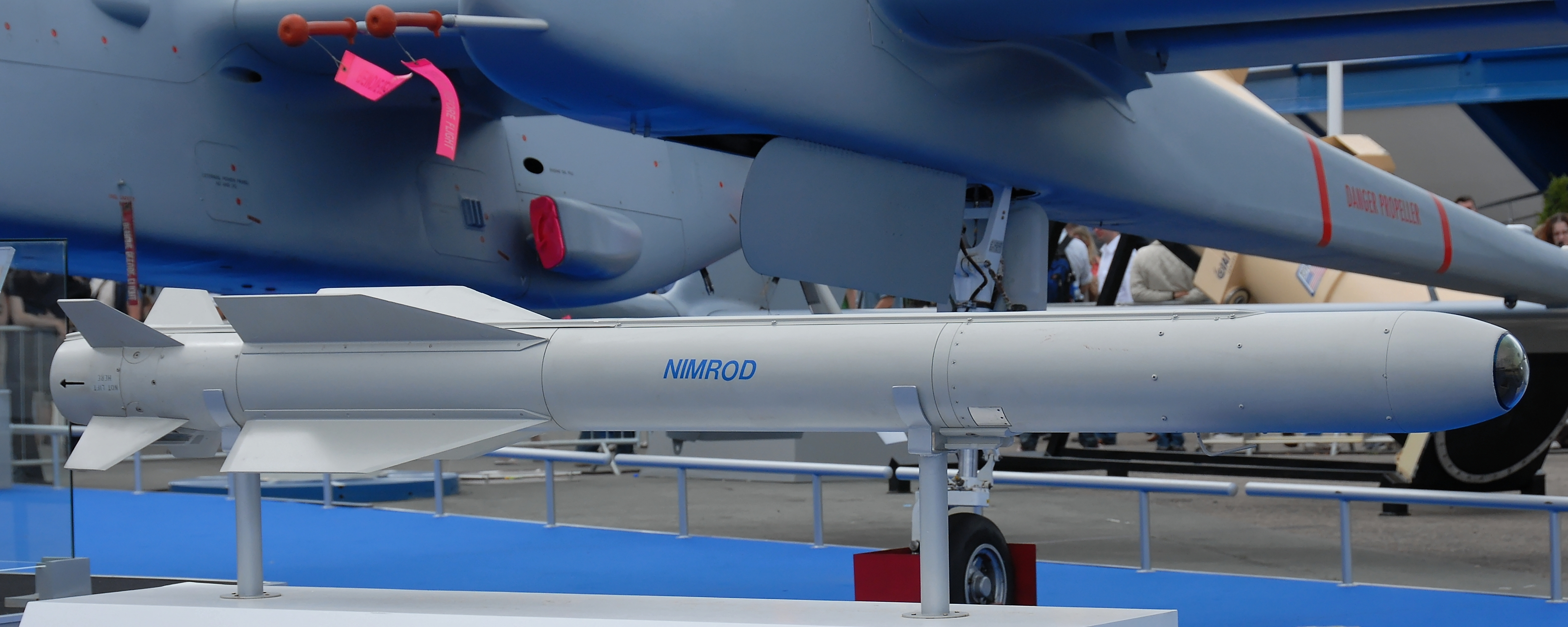
Pocisk Nimrod/Lahat
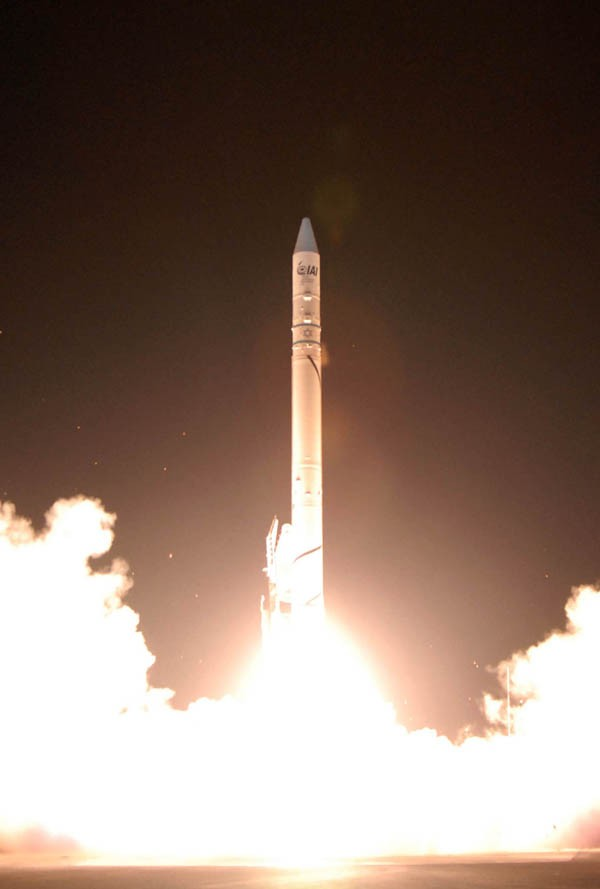
Start rakiety Shavit z satelitą Ofeq
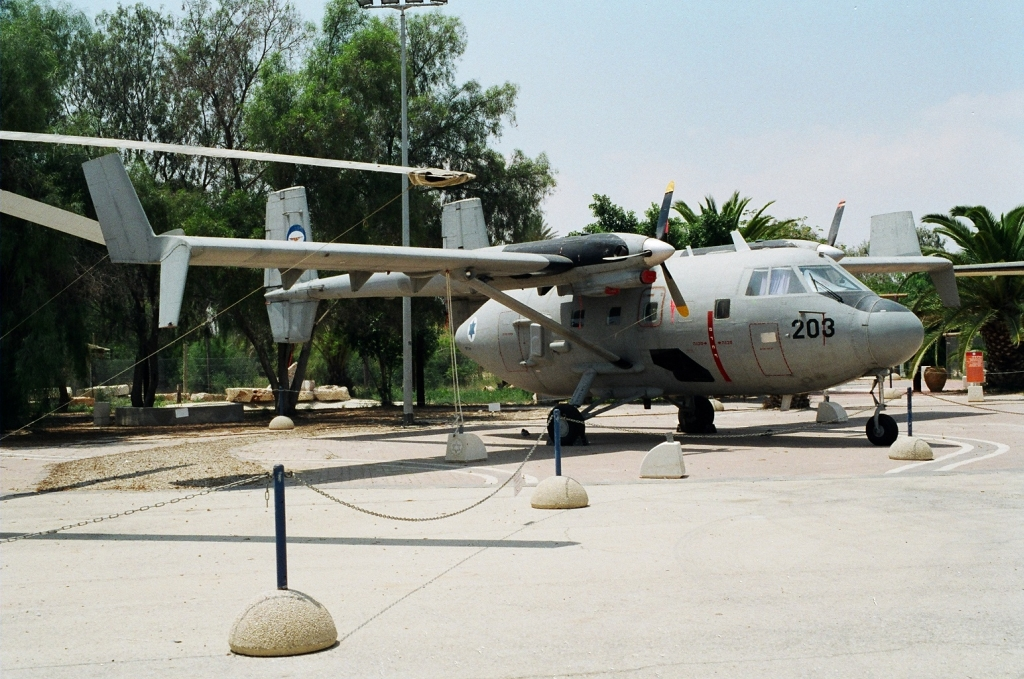
Samolot transportowy IAI Arawa
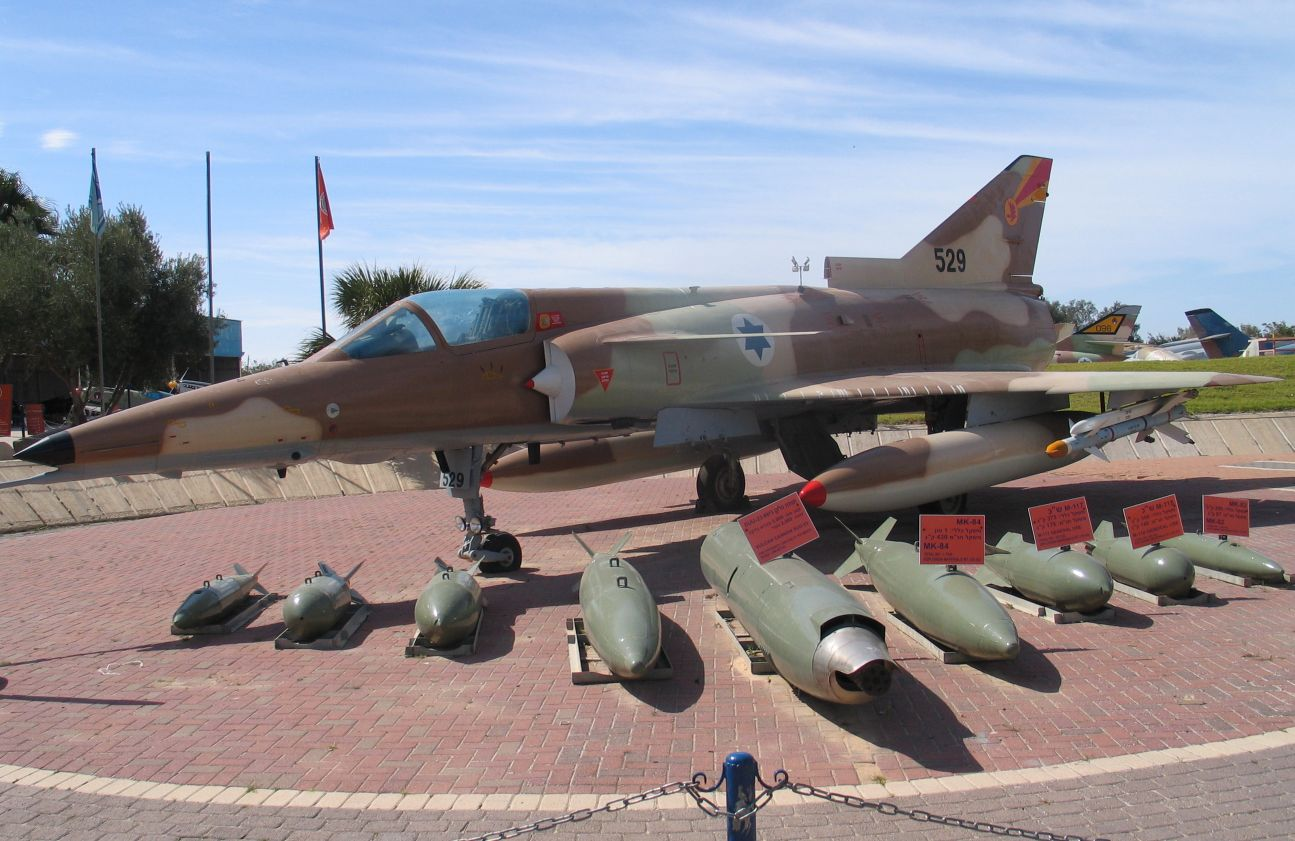
IAI Kfir
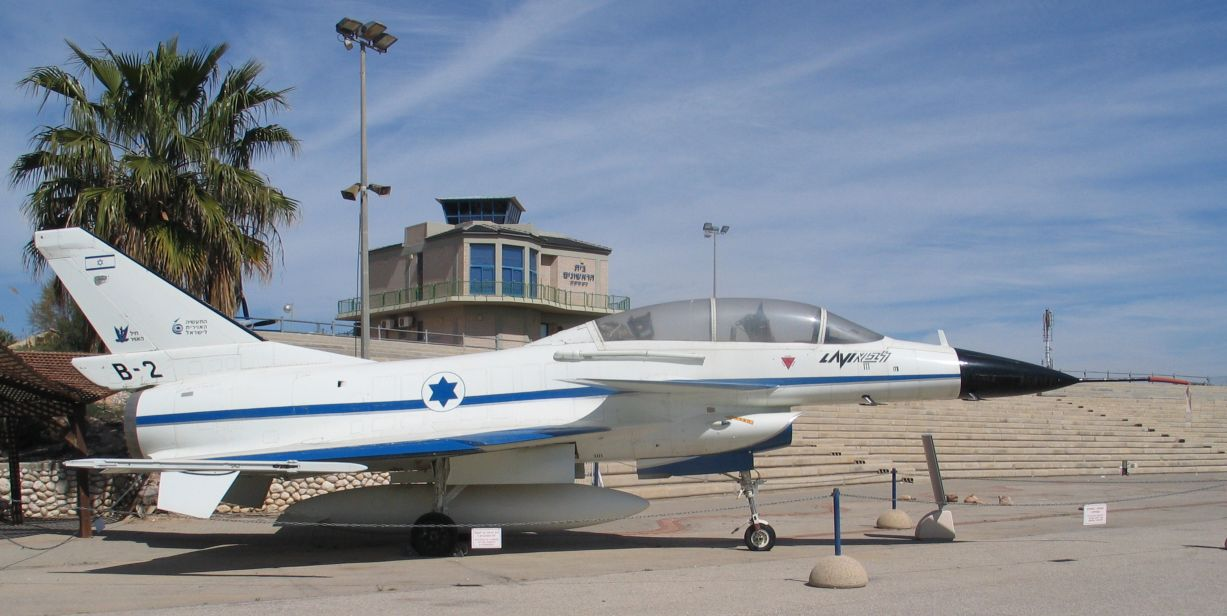
IAI Lawi
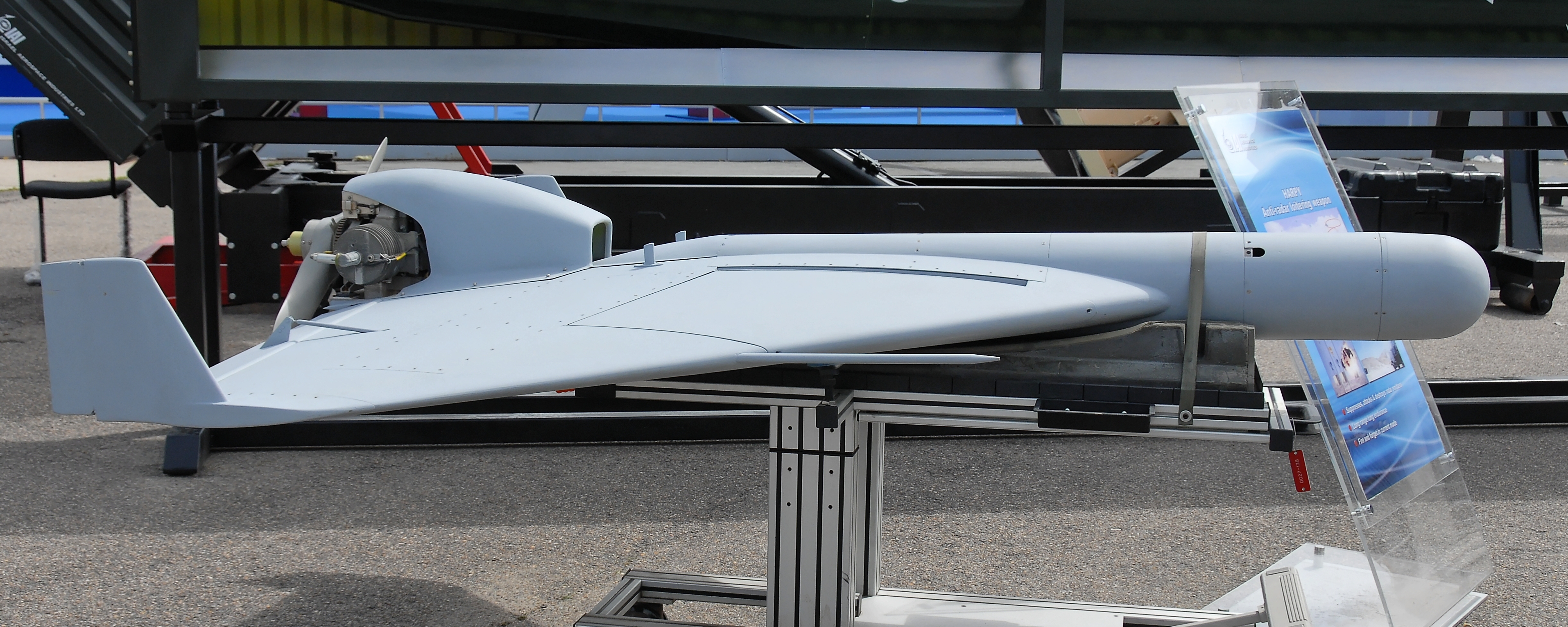
BSP Harpy
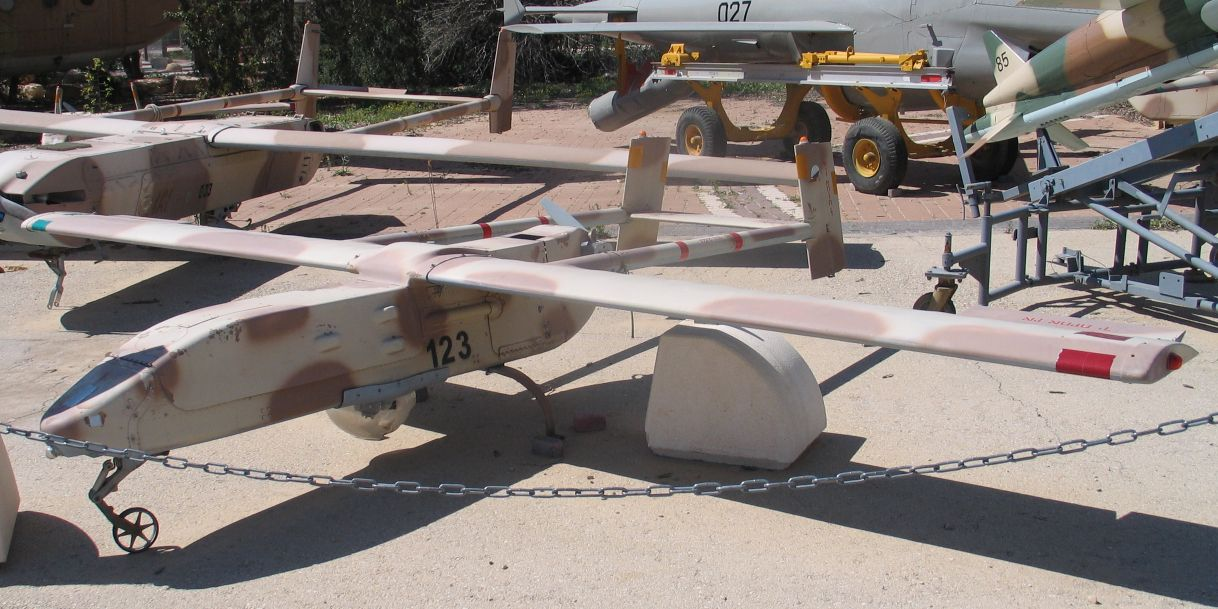
IAI Scout
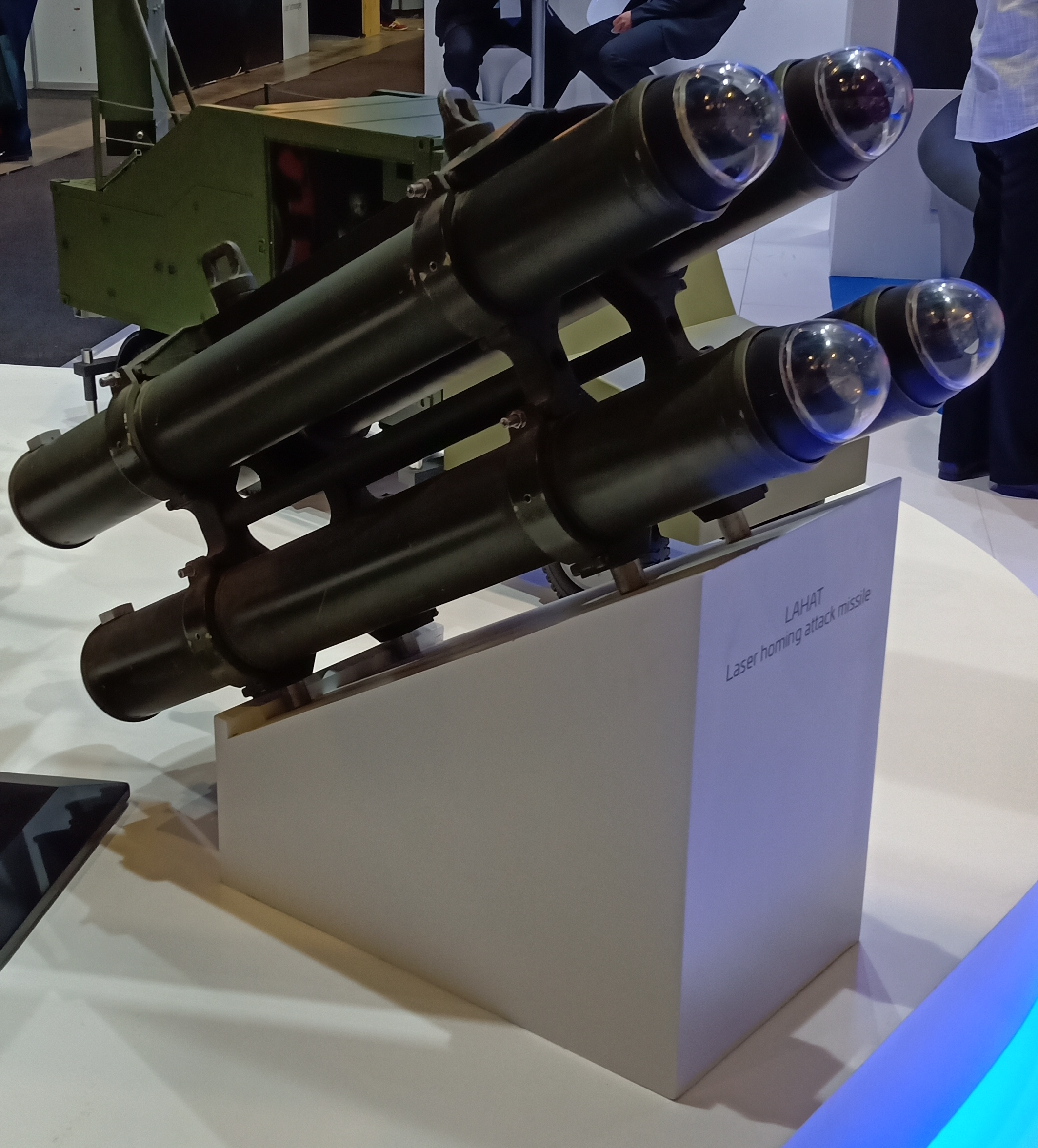
Pociski Lahat
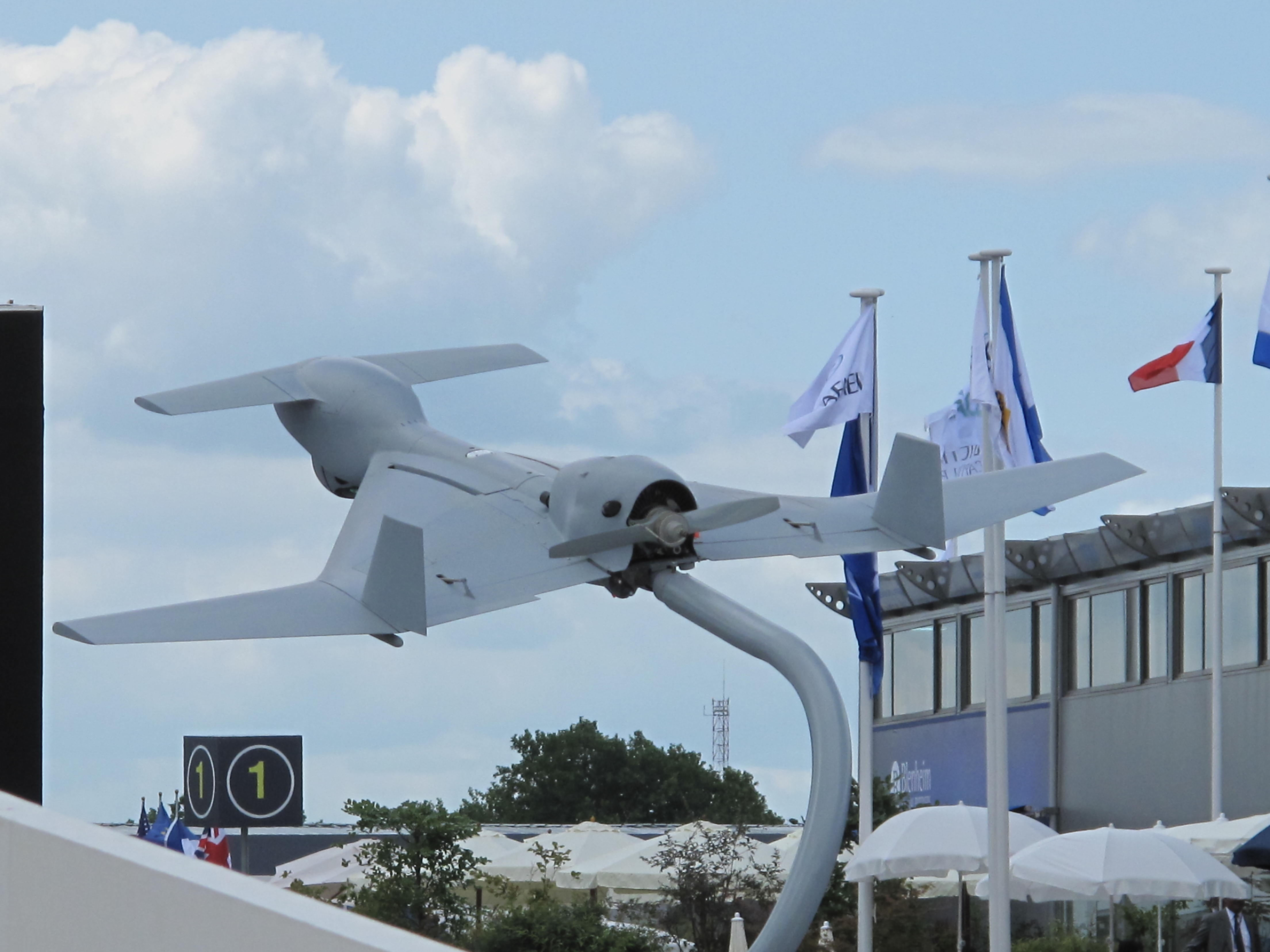
IAI Harop
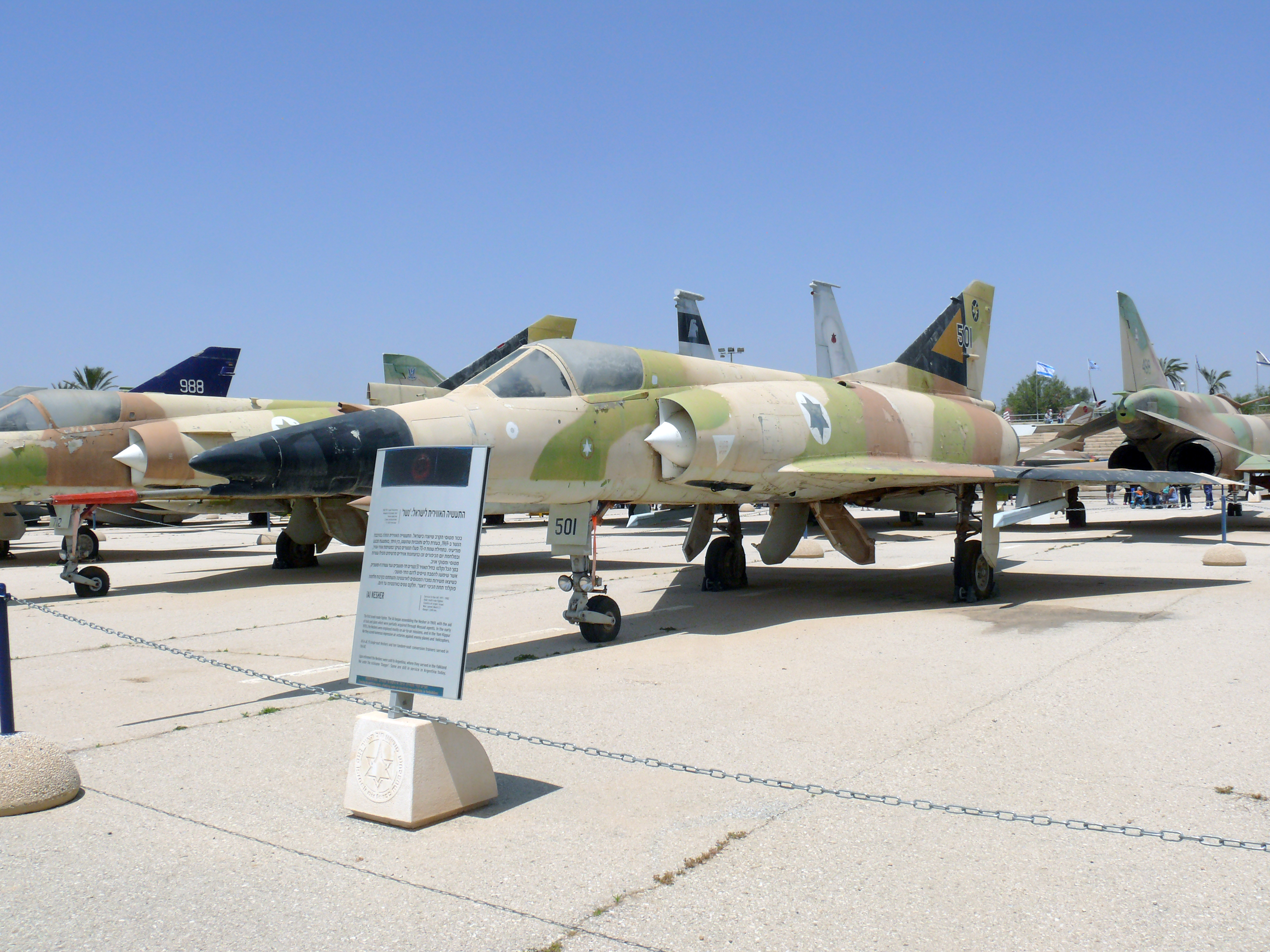
IAI Neszer
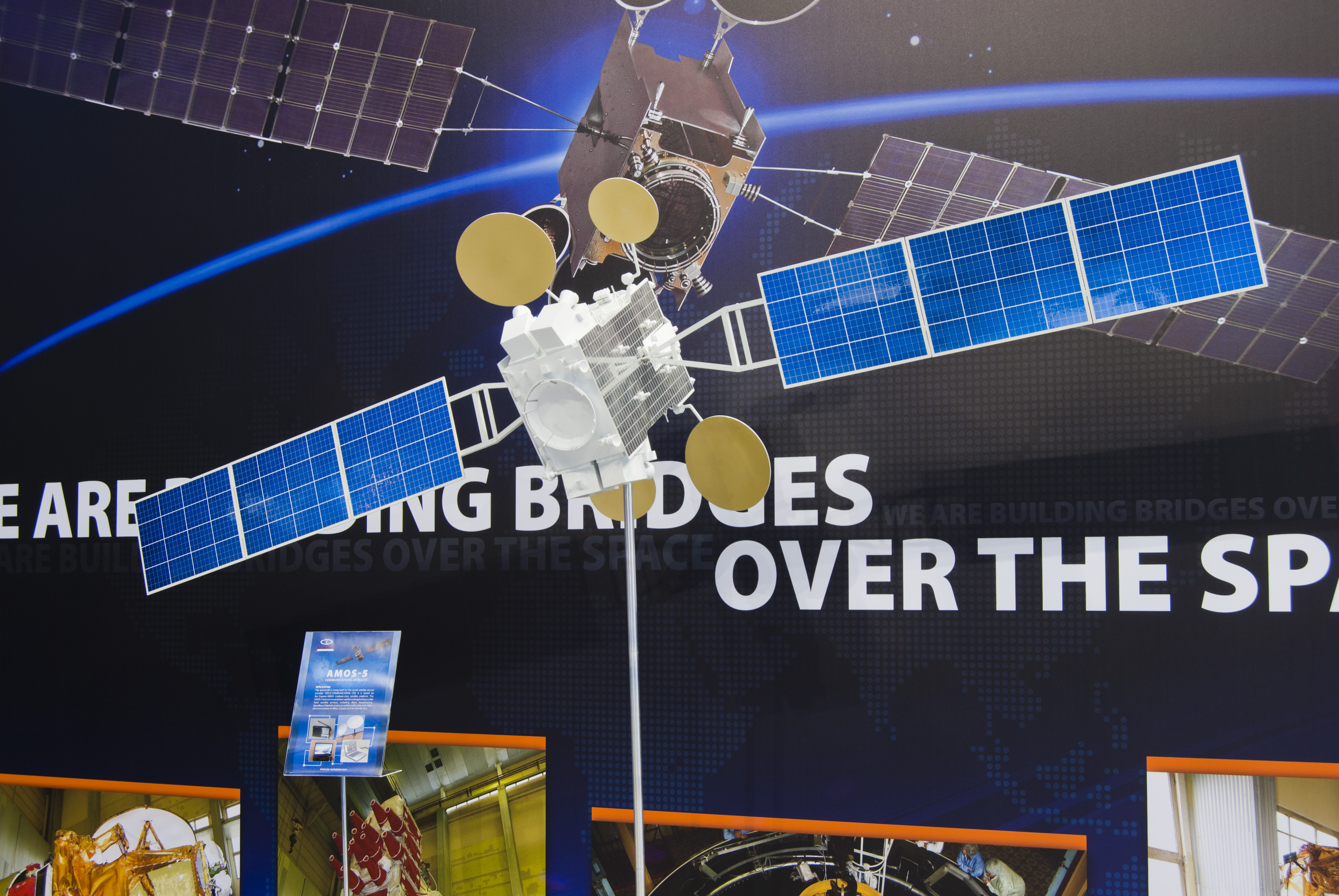
Satelita AMOS
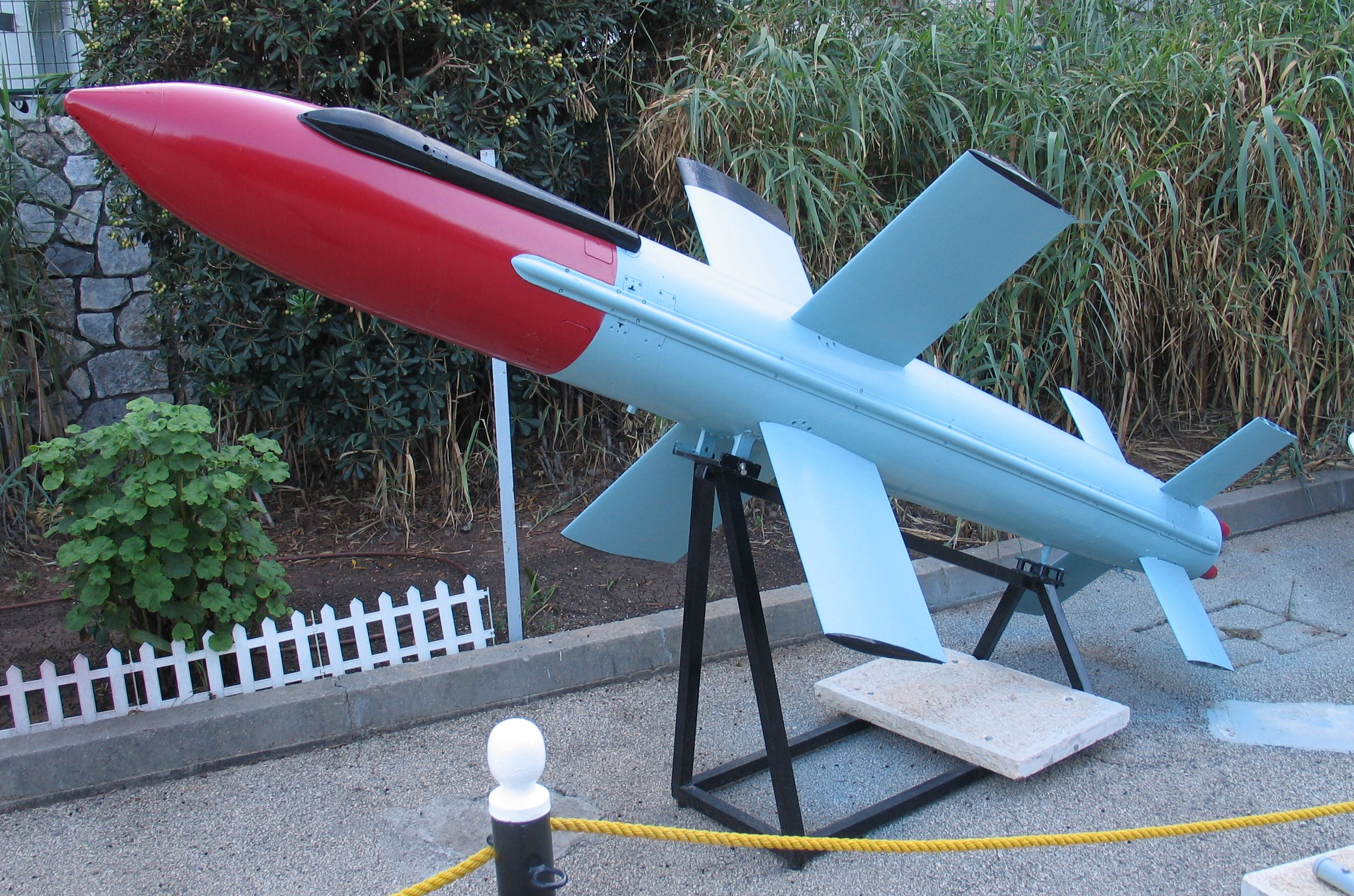
Pocisk Gabriel